# Selección femenina de fútbol sub-17 de Jamaica
La selección femenina de fútbol sub-17 de Jamaica es la representante de Jamaica en las competiciones internacionales de su categoría.

## Estadísticas

### Copa Mundial Sub-17
| Edición | Resultado       | PJ              | PG              | PE              | PP              | GF              | GC              |
| ------- | --------------- | --------------- | --------------- | --------------- | --------------- | --------------- | --------------- |
| 2008    | No se clasificó | No se clasificó | No se clasificó | No se clasificó | No se clasificó | No se clasificó | No se clasificó |
| 2010    | No se clasificó | No se clasificó | No se clasificó | No se clasificó | No se clasificó | No se clasificó | No se clasificó |
| 2012    | No se clasificó | No se clasificó | No se clasificó | No se clasificó | No se clasificó | No se clasificó | No se clasificó |
| 2014    | No se clasificó | No se clasificó | No se clasificó | No se clasificó | No se clasificó | No se clasificó | No se clasificó |
| 2016    | No se clasificó | No se clasificó | No se clasificó | No se clasificó | No se clasificó | No se clasificó | No se clasificó |
| 2018    | No se clasificó | No se clasificó | No se clasificó | No se clasificó | No se clasificó | No se clasificó | No se clasificó |
| 2022    | No se clasificó | No se clasificó | No se clasificó | No se clasificó | No se clasificó | No se clasificó | No se clasificó |
| 2024    | No se clasificó | No se clasificó | No se clasificó | No se clasificó | No se clasificó | No se clasificó | No se clasificó |

### Campeonato Femenino Sub-17 de la Concacaf
| Edición | Resultado        | PJ              | PG              | PE              | PP              | GF              | GC              |
| ------- | ---------------- | --------------- | --------------- | --------------- | --------------- | --------------- | --------------- |
| 2008    | Fase de grupos   | 3               | 0               | 0               | 3               | 4               | 12              |
| 2010    | Fase de grupos   | 3               | 1               | 0               | 2               | 3               | 7               |
| 2012    | Fase de grupos   | 3               | 1               | 1               | 1               | 4               | 5               |
| 2013    | Cuarto lugar     | 4               | 2               | 1               | 1               | 6               | 6               |
| 2016    | Fase de grupos   | 3               | 0               | 0               | 3               | 3               | 11              |
| 2018    | No se clasificó  | No se clasificó | No se clasificó | No se clasificó | No se clasificó | No se clasificó | No se clasificó |
| 2022    | Cuartos de final | 5               | 3               | 1               | 1               | 15              | 6               |
| 2024    | No se clasificó  | No se clasificó | No se clasificó | No se clasificó | No se clasificó | No se clasificó | No se clasificó |